# Polyodontes kuroshio
Polyodontes kuroshio — вид багатощетинкових червів родини Acoetidae. Описаний у 2019 році.

## Назва
Цей вид названий на честь Біологічного інституту Куросіо. Голотип із Сукумо зібрав перший автор, який отримав фінансування від цієї установи.

## Поширення
Вид поширений на північному заході Тихого океану біля узбережжя Японії. Відомі зразки зібрані біля містечка Оцукі (префектура Коті в південній частині острова Шікоку) та на острові Гатакедзіма (префектура Вакаяма).

## Опис
Відрізняється від усіх відомих видів роду такими ознаками: омматофори з короткою шийкою; пальпи з дрібними сосочками; параподії без гілок; голчасті нейрохети завжди позбавлені аріст і мають волоски лише на невеликій ділянці свого субдистального кінця; і вусики з коричневими крапками.